# Gare de Ménfőcsanak felső
La gare de Ménfőcsanak felső (en hongrois : Ménfőcsanak felső vasútállomás) est une halte ferroviaire hongroise, située à Győr.